# Clarina mardina
Clarina mardina är en fjärilsart som beskrevs av Otto Staudinger och Hans Rebel 1901. Clarina mardina ingår i släktet Clarina och familjen svärmare. Inga underarter finns listade i Catalogue of Life.